# Arenales de San Gregorio
Arenales de San Gregorio es un municipio español de la provincia de Ciudad Real, en la comunidad autónoma de Castilla-La Mancha. Se segregó el 20 de febrero de 1999 del municipio de Campo de Criptana, al que perteneció históricamente desde que se creó como colonia rural con la denominación de «Arenales de la Moscarda».
El municipio tiene una superficie de 31,19 km², con una población de 572 habitantes (INE 2021) y una densidad de 19,94 hab/km². Limita únicamente con los términos municipales de Campo de Criptana al noroeste y con Tomelloso al sureste y se encuentra muy próxima a estas otras localidades: Alameda de Cervera, Pedro Muñoz y Alcázar de San Juan.

## Historia

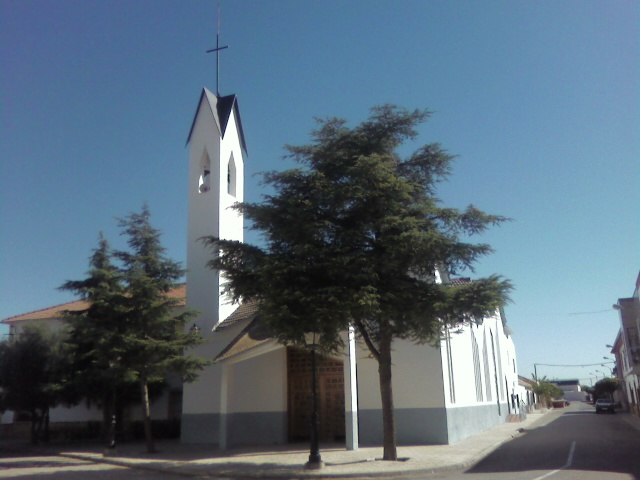
Iglesia

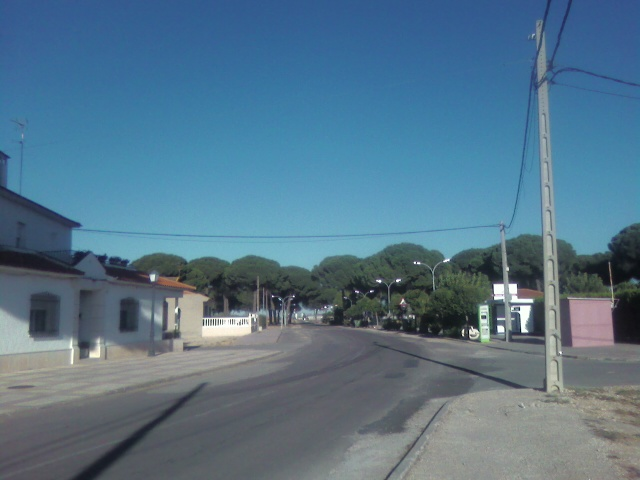
Carretera y pinos

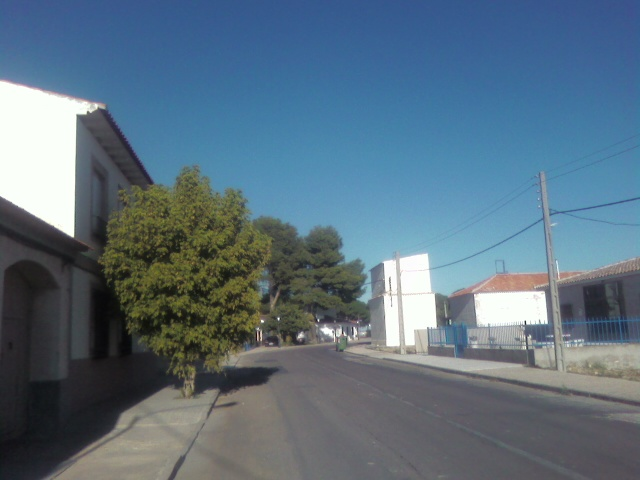
Carretera

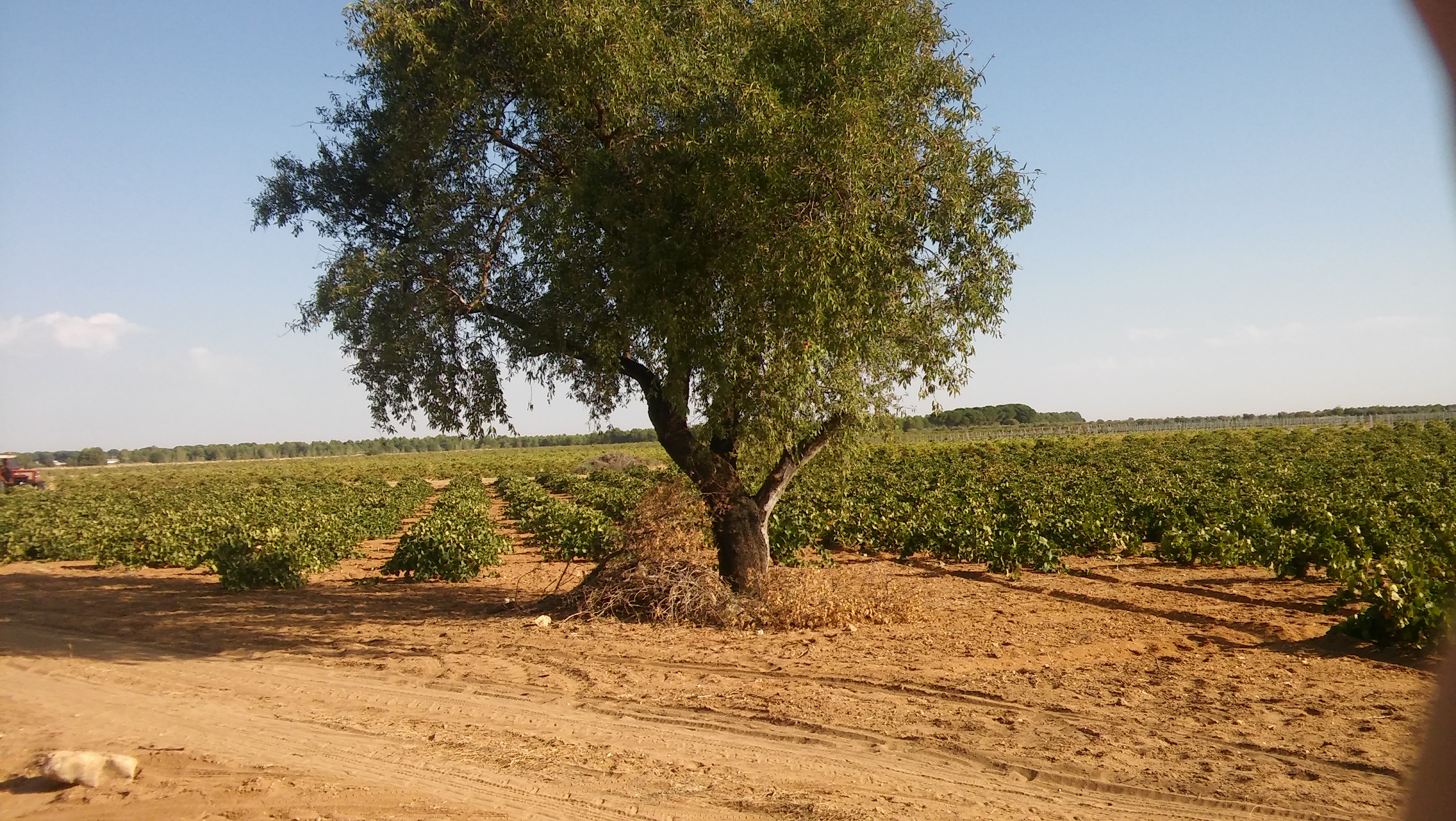
Almendro y viña por el pilón

Arenales de San Gregorio surge hacia mediados de siglo XIX como un conjunto de huertos con sus correspondientes coceros (casas de campo) que pertenecían a Campo de Criptana. Ya en 1845 Pascual Madoz hizo referencia a este lugar diciendo: 

50 huertas, con casa de habitación en cada una, que si estuvieran juntas formarían una buena aldea.

En el padrón de Campo de Criptana de 1860-1861 aparecen los habitantes del "Caserío de los Arenales" indicando que existen 33 casas y 123 habitantes. En 1880 se declara como colonia rural de Arenales de la Moscarda contando ya con 165 habitantes en ese año. Muchos de los colonos vinieron atraídos por el conjunto de privilegios que otorgaba la ley de colonias agrícolas de Isabel II de 1868 (duraría hasta 1899 tras el desastre del 98) como el "tributo de la sangre" que eximía a los colonos de servicio militar. 
En 1888 Arenales figura como aldea en el nomenclátor del Instituto Estadístico de Ciudad Real y aparece como dependiente administrativamente de Campo de Criptana. En 1893 se la pasó a considerar como "Anejo en Pedanía" y se convertiría Vicente Lara Espinosa en el primer alcalde de la localidad. 
En 1956 la localidad cambia de nombre pasándose a llamar Arenales de San Gregorio (nombre actual), desechando el anterior nombre de Arenales de La Moscarda. En 1991 se la pasó a considerar como una entidad de ámbito territorial inferior al municipio (EATIM). El 20 de febrero de 1999 logra la independencia y emancipación de Campo de Criptana convirtiéndose en un municipio.

## Economía
La economía de la localidad se sustenta básicamente sobre el sector primario. Predomina el cultivo de vid pero es también importante la explotación de terreno para el olivo destinado bien para la obtención de aceituna o de aceite a partir de esta, los cereales; trigo y cebada principalmente y el cultivo del melón.
El sector secundario se reduce a la cooperativa vitivinícola integrada en la Denominación de Origen La Mancha. El sector servicios está compuesto principalmente por bares, aunque también cuenta con una casa rural.

## Administración y política
| Periodo   | Nombre                       | Partido |
| --------- | ---------------------------- | ------- |
| 1979-1983 | José Luis Martínez Escribano | PSOE    |
| 1983-1987 | José Luis Martínez Escribano | PSOE    |
| 1987-1991 | José Luis Martínez Escribano | PSOE    |
| 1991-1995 | José Luis Martínez Escribano | PSOE    |
| 1995-1999 | José Luis Martínez Escribano | PSOE    |
| 1999-2003 | José Luis Martínez Escribano | PSOE    |
| 2003-2007 | José Luis Martínez Escribano | PSOE    |
| 2007-2011 | Ángel Ortiz Jiménez          | PP      |
| 2011-2015 | Ángel Ortiz Jiménez          | PP      |
| 2015-2019 | Iván Olmedo Pérez            | PP      |
| 2019-2023 | Iván Olmedo Pérez            | PP      |
| 2023-act. | Iván Olmedo Pérez            | PP      |

## Demografía
| Gráfica de evolución demográfica de Arenales de San Gregorio entre 2001 y 2021 |
| |
| Población de derecho según los censos de población del INE Población de hecho según los censos de población del INEEntre el censo de 2001 y el anterior, aparece este municipio porque se segrega del municipio Campo de Criptana |

| Gráfica de evolución demográfica de Arenales de San Gregorio entre 1860 y 2008        |
|                                                                                       |
| Fuente.- Instituto Nacional de Estadística (INE)" - Elaboración gráfica por Wikipedia |

## Fiestas
- San Antón: 17 de enero.
- Fiesta de la constitución del municipio: 20 de febrero.
- Fiestas patronales: Son en honor de San Gregorio Nacianceno y de la Inmaculada Concepción. Se celebran el 8 y 9 de mayo (festividad de San Gregorio).
- Fiestas de agosto: 15 de agosto.